# دوري توفالو لكرة القدم 2010
دوري توفالو لكرة القدم 2010 هو موسم من دوري توفالو لكرة القدم. فاز فيه Nauti F.C. ‏.